# Хостес

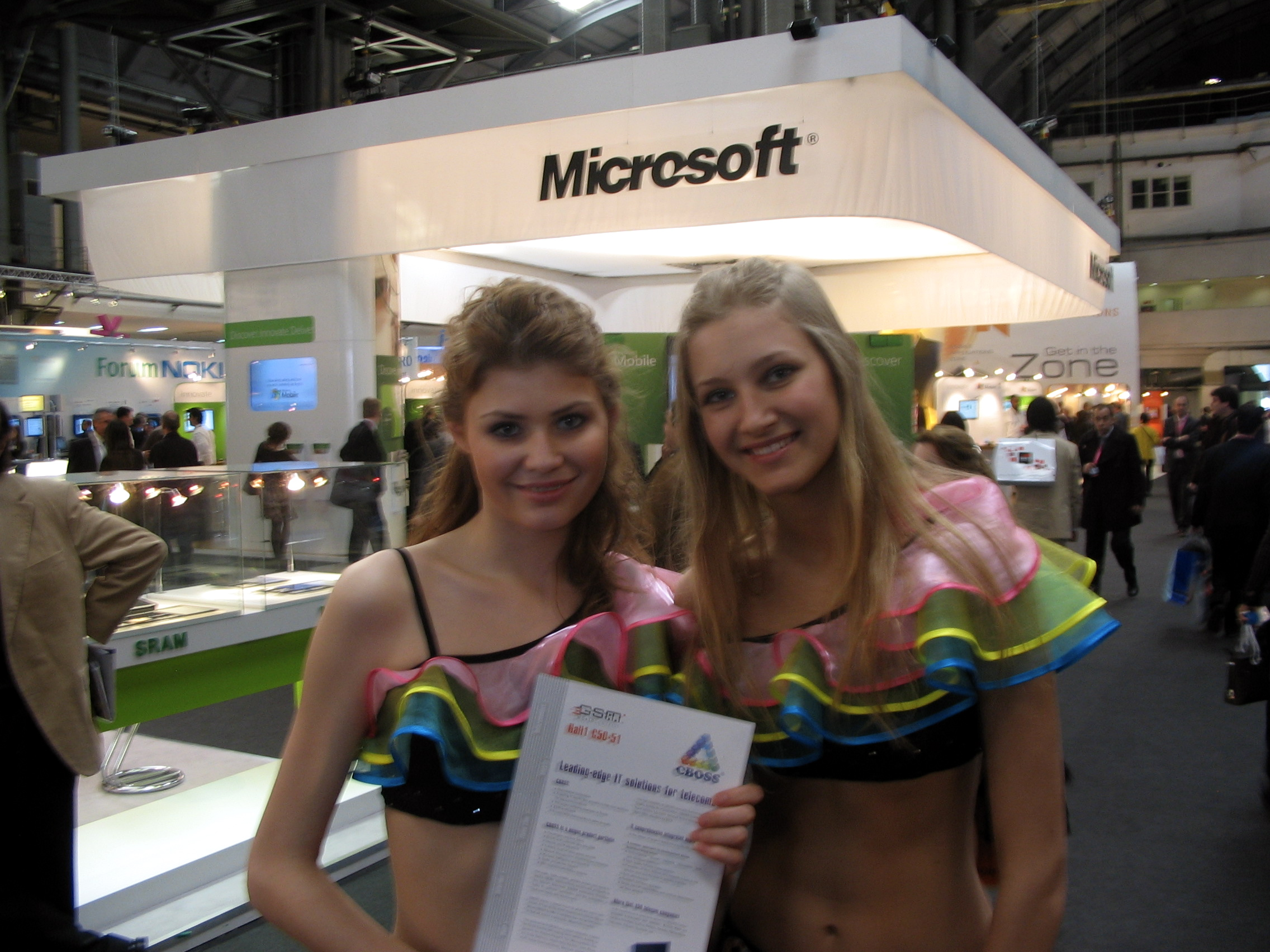
Девушки представляют компанию CBOSS на Mobile World Congress

Хо́стес (англ. hostess [həʊstɪs] — «хозяйка, распорядительница») — лицо компании, задачей которого является встреча гостей в ресторанах, отелях, на больших выставках и конференциях. 
Хостес должны привлекательно выглядеть, быть учтивыми, а также в большинстве случаев владеть одним или несколькими иностранными языками.
Слово образовалось от лат. hospes «гость», перешло в старофр. (h)ostes с женской формой (h)ostesse и наконец в современный фр. hôte, hôtesse. Уже в средние века слово перешло в английский язык как host и hostess в значении «принимающий гостей».

## Должностные обязанности

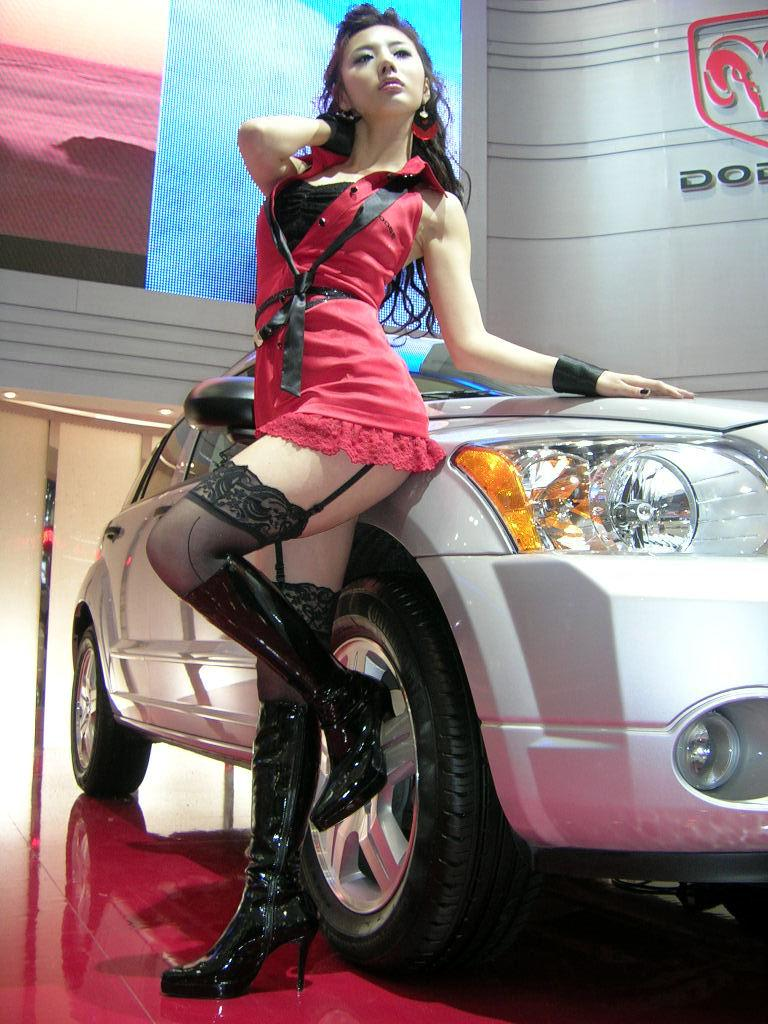
Хостес на выставке машин

В зависимости от места работы круг обязанностей хостеса может значительно различаться.

### Ресторан
В ресторанах хостесы радушно встречают гостей, провожают к столу, предлагают меню. Также хостесы бронируют столики, распределяют гостей, а при большом наплыве посетителей помогают официантам. Ещё одна функция — управление работой официантов, но чаще всего эту работу выполняет старший официант.

### Гостиница
В гостинице хостес отвечает за распределение гостей по номерам, за отправку и встречу гостей, а также организацию обслуживания номеров. В обязанности хостеса может входить контроль за пропуском в ресторан постояльцев, у которых оплачено питание, и закрепление за гостями официантов. Хостес — это гид гостиницы, её лицо и представление.

### Выставки, конференции и презентации

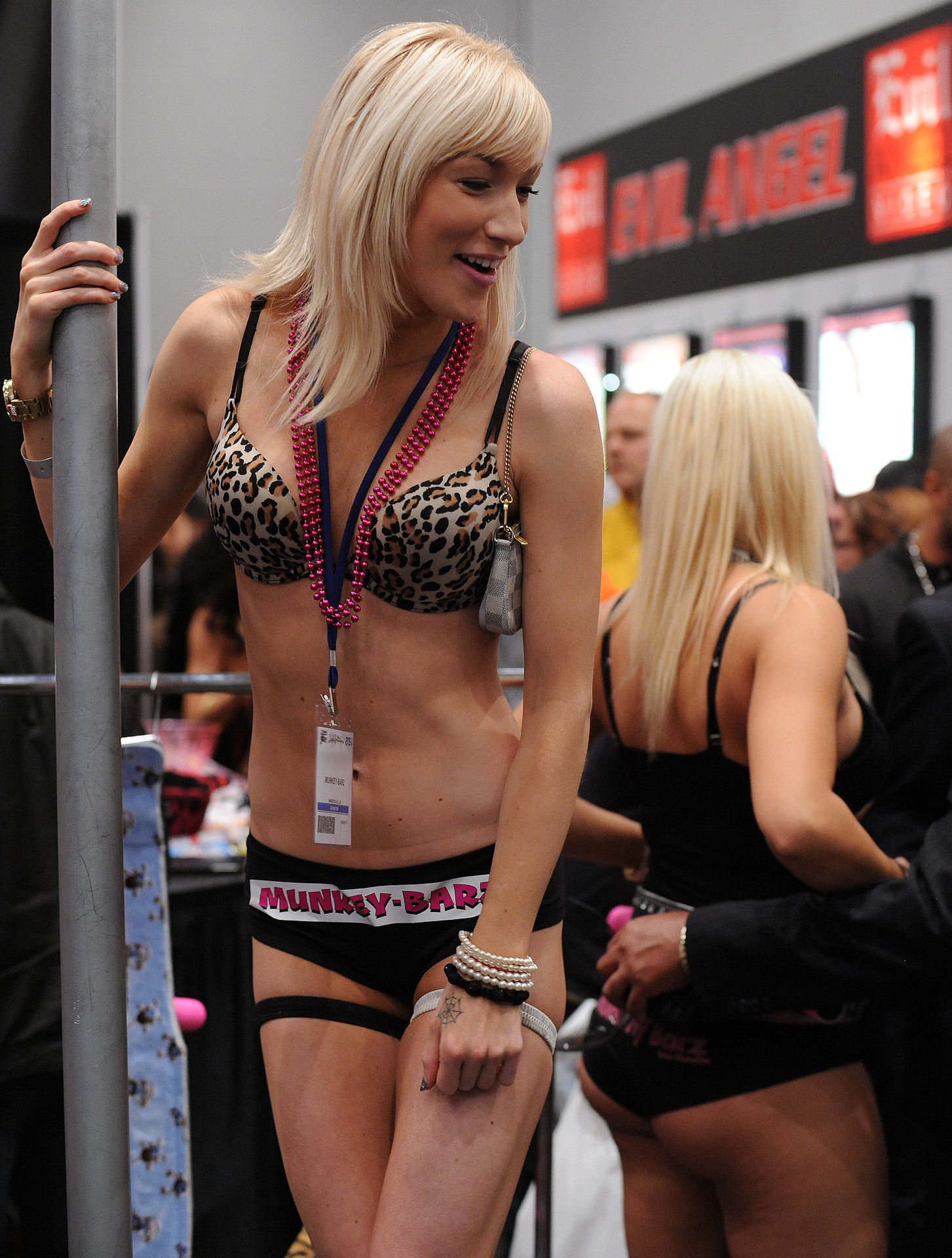
Одетая в бикини девушка-хостес на Международной выставке ЭКСПО-2012 в Лас-Вегасе (США)

На выставках хостесы часто играют роль зазывал и отвечают за развлечение публики. Чаще всего едва одетые девушки привлекают внимание гостей к рекламным стендам и выставленным товарам. Известен случай, когда организаторы конференции наложили штраф на участников из-за слишком открытой одежды хостеса.

### Эскорт
В последнее время «эскорт» (эскорт-услуги) также относятся к одному из видов хостеса, хотя эскорт предоставляет услуги только одной особе. Чаще всего услугами эскорта пользуются мужчины, но в последние годы распространился и женский эскорт. В обязанности эскорта входит сопровождение и поддержка клиента на общественных мероприятиях, где не принято появляться в одиночестве, как например в театре.